# مارتن هير
مارتن هير (بالإنجليزية: Martin Hare)‏ هو  لاعب كرة يد بريطاني، ولد في 28 نوفمبر 1989.

## وصلات خارجية
- مارتن هير على موقع أوليمبيديا (الإنجليزية)
- مارتن هير على موقع اللجنة الأولمبية البريطانية (الإنجليزية)